# جبل النبي زكريا

## الموقع
جبل النبي زكريا هو جبل في الدويلية في محافظة طرطوس في الجمهوية العربية السورية يبلغ ارتفاعه حوالي 700 متر ويطل من الشمال على مرج قرية بشمس ويمكن رؤية قرية برمانة المشايخ من فوق قمة الجبل و من الجنوب يطل على الصفاصيف و دوير رسلان بينما يطل غربا على زغرين و حير برفة و من الشرق يطل على فجليت و بشاوي.